# ژان زیگیسموند، انتخابگر براندنبورگ
ژان زیگیسموند (آلمانی: Johann Sigismund; ۸ نوامبر ۱۵۷۲ – ۲۳ دسامبر ۱۶۱۹) مارگراف و انتخابگر براندنبورگ و دوک پروس از دودمان هوهن‌تسولرن بود.